# Берешти
Берешти (рум. Berești) — город в Румынии в составе жудеца Галац.

## История
Эти места обитаемы с древнейших времён: археологами здесь обнаружены артефакты, относящиеся к Трипольской культуре.
Статус города коммуна Берешти получила в 1968 году.